# پارک ایالتی کوه‌های فرانکلین
پارک ایالتی کوه‌های فرانکلین (به انگلیسی: Franklin Mountains State Park) یک منطقهٔ مسکونی در ایالات متحده آمریکا است که در تگزاس واقع شده‌است.